# Samuel Pepys
Samuel Pepys (ur. 23 lutego 1633 w Londynie, zm. 26 maja 1703 w Clapham) – angielski urzędnik państwowy, pamiętnikarz. Wsławił się pamiętnikami pisanymi w latach 1660–1669.

## Życiorys
Pepys urodził się w Londynie jako syn Jana (ur. 1601, zm. w 1680 r.), z zawodu krawca, i Małgorzaty (z domu Kite – zm. w 1667 r.) – według jednych źródeł praczki, według innych służącej, umiejącej słabo czytać i pisać. Najstarszy z czwórki żyjącego rodzeństwa (Pepysowie mieli w sumie jedenaścioro dzieci), pozostali to: Tomasz (ur. 1635, zm. 1664), Paulina (ur. 1640, po mężu Jackson, jej syn John Jackson był jedynym spadkobiercą Samuela), Jan (ur. 1641). Uczył się w przykatedralnej szkole św. Pawła w południowo-zachodnim Londynie, a potem w kolegium Magdalene Uniwersytetu Cambridge .
Pepysowie byli starym rodem drobnoszlacheckim zamieszkującym okolice Cambridge. Linia Samuela wywodziła się z Brampton, wsi leżącej na północny zachód od Londynu (obecnie Cambridgeshire). Bliskimi ich sąsiadami była rodzina Cromwellów, którzy tamtejsze dobra ziemskie odsprzedali sir Sydneyowi Montagu, ojcu Edwarda Montagu, wujowi Samuela drugiego stopnia. Był on protektorem Pepysa. Nadto wpływ na jego karierę miała rewolucja cromwellowska, która oparła się na niższych warstwach społecznych i wyniosła je – Samuel, jak sam przyznaje, w młodości był zapaloną okrągłą głową, a więc radykalnym zwolennikiem republikanizmu. A nade wszystko o karierze Pepysa zadecydowały jego wrodzone talenty.
W 1655 r. Pepys ożenił się z Elizabeth Marchant de St Michel, córką Aleksandra, emigranta – hugenoty z Francji. Zaczął wtedy też służbę u swego protektora Edwarda Montagu. W przededniu przewrotu rojalistycznego był jego sekretarzem. W 1660 r. został sekretarzem Urzędu Marynarki (Clerk of the Acts to the Navy Board), co zapoczątkowało jego karierę. Samuel Pepys był też szefem kancelarii Tajnej Rady Królewskiej.
1 stycznia 1660 r. zaczął pisać swój „Dziennik”. Zgodnie z planem codziennie zapisywał wszystko to, co przykuło jego uwagę, a gdy nie udawało mu się to, szybko nadrabiał zaległości następnego dnia. Opisywał wydarzenia takie jak powrót Karola II, plotki dotyczące rodziny królewskiej, jak i własną karierę, nadzieje związane z przyszłością, relacje z członkami rodziny, znajomymi, służbą. Dzięki „Dziennikowi” mamy możność poznania życia Samuela Pepysa, jego intymnych przeżyć dzień po dniu.
31 maja 1669 r. przestał pisać „Dziennik”. Powodem była, jak nas poinformował, obawa o pogarszający się wzrok. W czerwcu za zgodą króla wyjechali z żoną w od lat planowaną podróż do Francji. Trwała ona do października. 10 listopada tego samego roku jego żona Elżbieta zmarła na tyfus. Samuel do końca życia formalnie pozostał wdowcem. Oboje spoczęli w kościele St. Olave's na Hart Street w Londynie. Jedna z uliczek blisko jego kościoła parafialnego nazwana jest jego imieniem (Pepys Street).
„Dziennik” Samuela Pepysa jest utworem wielowątkowym. Wynika to tyleż z istoty tej formy literackiej, co bogatej osobowości piszącego. Jest też niezwykłą pełną paradoksów autokreacją. Jednymi z najbardziej znaczących wątków dzieła są: zagmatwane i przedstawione na wskroś współcześnie życie intymne pisarza, plastyczne, pełne sprzeczności, dramaturgii, pasji i pożądania, poczucia winy... Opis relacji z żoną i sporym gronem kochanek, posunięty chwilami wręcz do masochizmu, to antycypacja powieści modernistycznej. Równie interesującą, rozpisaną na całość dzieła, jest realizacja mitu pucybuta. W momencie rozpoczęcia dziennika poznajemy Samuela, jako biednego i podrzędnego urzędnika. Utwór kończy się, kiedy bohatera stać na własny powóz, na codzienne wizyty w teatrze i organizowanie dużych przyjęć dla przyjaciół. Inne znaczące wątki utworu to opis sławnego wielkiego pożaru Londynu z 1666 roku, czy opis wielkiej zarazy z 1665 r. /zob. też Dziennik roku zarazy, autor Daniel Defoe/. Na marginesie tych dwóch wątków godną uwagi jest postać i postawa piszącego. Sam o sobie często na kartach dziennika pisze, że jest „słabego ducha”, bojaźliwy, nadwrażliwy itp.; np. kiedy jest świadkiem brutalnego i bezwzględnego poboru marynarzy (inna sprawa, że odbywało się to w oparciu o instrukcję, którą sam przygotował) pisze, że prawie płakał nad losem tych biedaków. I oto ten „słabeusz”, jako zresztą jeden z nielicznych jest obecny w Londynie od początku niemal do końca tych kataklizmów. Cały dwór, wszyscy najwyżsi urzędnicy państwowi już na samym początku w panice pouciekali, a on, modląc się do swojego Boga z przygotowanym testamentem dzień w dzień pokonuje drogę przez pełne śmierci ulice Londynu.
Był także człowiekiem, którego charakteryzowała niesłychana ciekawość świata. Miał bardzo szerokie spektrum zainteresowań, między innymi interesował się muzyką, teatrem, książkami. Poliglota władający pięcioma językami. Bogato opisywał w nich m.in. życie kulinarno-gastronomiczne Londynu. Współczesny mu John Evelyn scharakteryzował go jako wszechstronnie wykształconego. W 1665 r. został członkiem Towarzystwa Królewskiego, a później nawet jego prezesem.

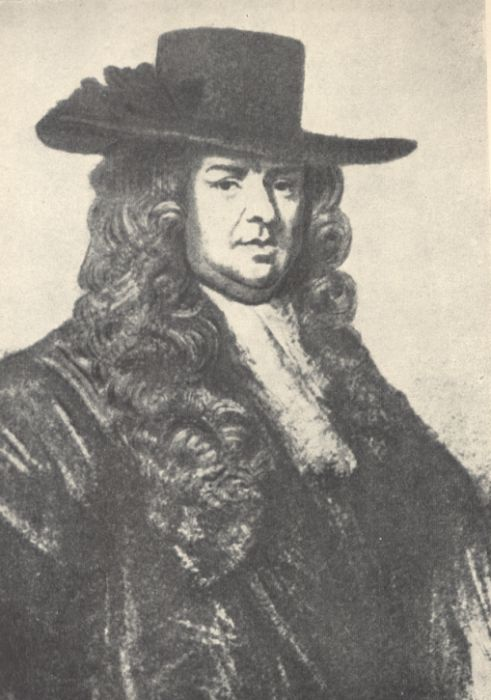
Samuel Pepys pędzla Edmunda J. Sullivana

W 1685 r., po ustąpieniu z tronu Jakuba II Stuarta, odszedł z życia publicznego, jego miejsce w Urzędzie Marynarki zajął William Hewer, najbliższy przyjaciel domu, u którego Samuel mieszkał w ostatnich latach swojego życia.
Za życia Pepysa w 1690 r. ukazała się jego historia marynarki, pt. Memories of the Navy.
Samuel Pepys zapisał w testamencie cały swój księgozbiór, a był namiętnym bibliofilem, na rzecz Magdalen College. Miał on stanowić odrębną całość i zostać nazwany, zgodnie z wolą testatora: Bibliotheca Pepysiana. Księgozbiór – 3 tysiące tomów książek drukowanych, rękopisów, rycin - trafił na miejsce swojego przeznaczenia w 1724 r. Chyba najważniejszą pozycją w tej bibliotece był oryginalny rękopis „Dzienników” Samuela Pepysa.
Samuel Pepys pisał swój dziennik używając jednego z wielu popularnych w tamtych czasach stenogramu. Był to rodzaj szyfru, który umożliwiał skrótowe zapisywanie. Autorem tego „szyfru” był Thomas Shelton, po raz pierwszy opublikował go w 1626 r. (Short Writing), potem ulepszył swój system i nazwał go „Tachygraphy” – wydawcą został Uniwersytet Cambridge. Wśród młodych ludzi zapanowała swoista moda na używanie tego systemu, przede wszystkim do zapisywania treści kazań. Samuel Pepys najprawdopodobniej nauczył się go podczas swoich studiów w Cambridge, gdyż podczas spisywania pamiętników był już bardzo wprawiony w używaniu szyfru Sheltona.
Po śmierci Pepysa myślano jednak, że „Dzienniki” zostały napisane jakimś nieznanym szyfrem, wymyślonym przez samego autora.
John Smith, nieświadomy, że w bibliotece Pepysa znajduje się klucz do szyfru, jakim zostały zapisane „Dzienniki”, podjął trud zdekodowania zapisków. Udało mu się to w latach 1819–1822. Dziennik po raz pierwszy został wydany w 1825, ale w skróconej formie. Skróty wydawane były też między innymi w 1828, 1848–1849 i 1854. Cały tekst (ponad 3800 stron) został wydany dopiero w 1893 przez Henry B. Wheatleya. Najbardziej nam współczesne pełne wydanie to londyńskie, jedenastotomowe wydanie R. Lathama, R. Matthewsa z lat 1970-1983. Nie jest ono jednak dostępne w języku polskim.
W Polsce „Dziennik” ukazał się w wyborze w dwóch tomach (prawie 1000 stron tekstu) w tłumaczeniu Marii Dąbrowskiej nakładem Państwowego Instytutu Wydawniczego w 1952, II wydanie w 1954; III wydanie w 1966; ostatnie IV wydanie, pochodzi z 1978.

## Biografie i studia biograficzne na temat Pepysa
- Bryant Arthur (1933). Samuel Pepys (I: The man in the making. II: The years of peril. III: The saviour of the navy), Revised 1948. Reprinted 1934, 1961 etc., Cambridge: University Press.
- Ollard Richard (1984). Pepys: a biography, First published 1974, Oxford: Oxford University Press.
- Tomalin Claire (2002). Samuel Pepys: the unequalled self. London: Viking.

### Studia biograficzne w języku polskim
- Maria Dąbrowska, „Samuel Pepys i jego Dziennik” w: Myśli o sprawach i ludziach. Warszawa. Czytelnik 1956